# گردباد (فیلم ۱۹۴۱)
گردباد (انگلیسی: Whirlwind) فیلمی به کارگردانی لوئیس مارکینا است که در سال ۱۹۴۱ میلادی منتشر شد.